# Formica hewitti
Formica hewitti är en myrart som beskrevs av Wheeler 1917. Formica hewitti ingår i släktet Formica och familjen myror. Inga underarter finns listade i Catalogue of Life.

## Bildgalleri

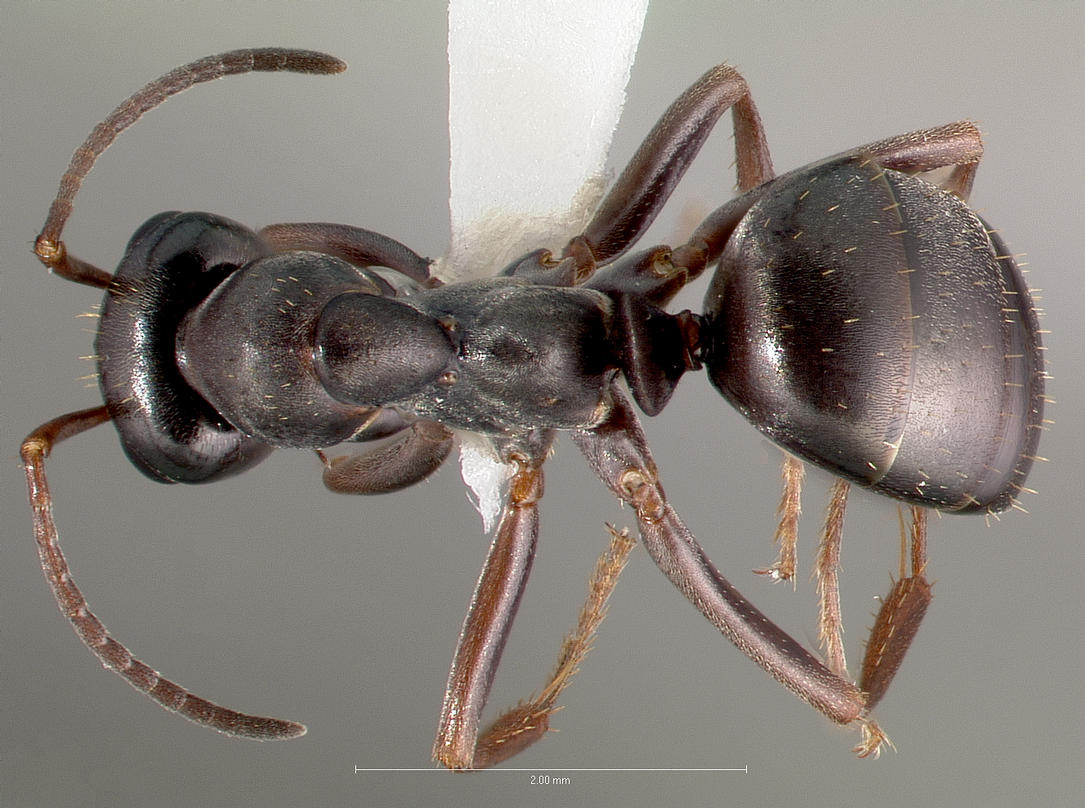
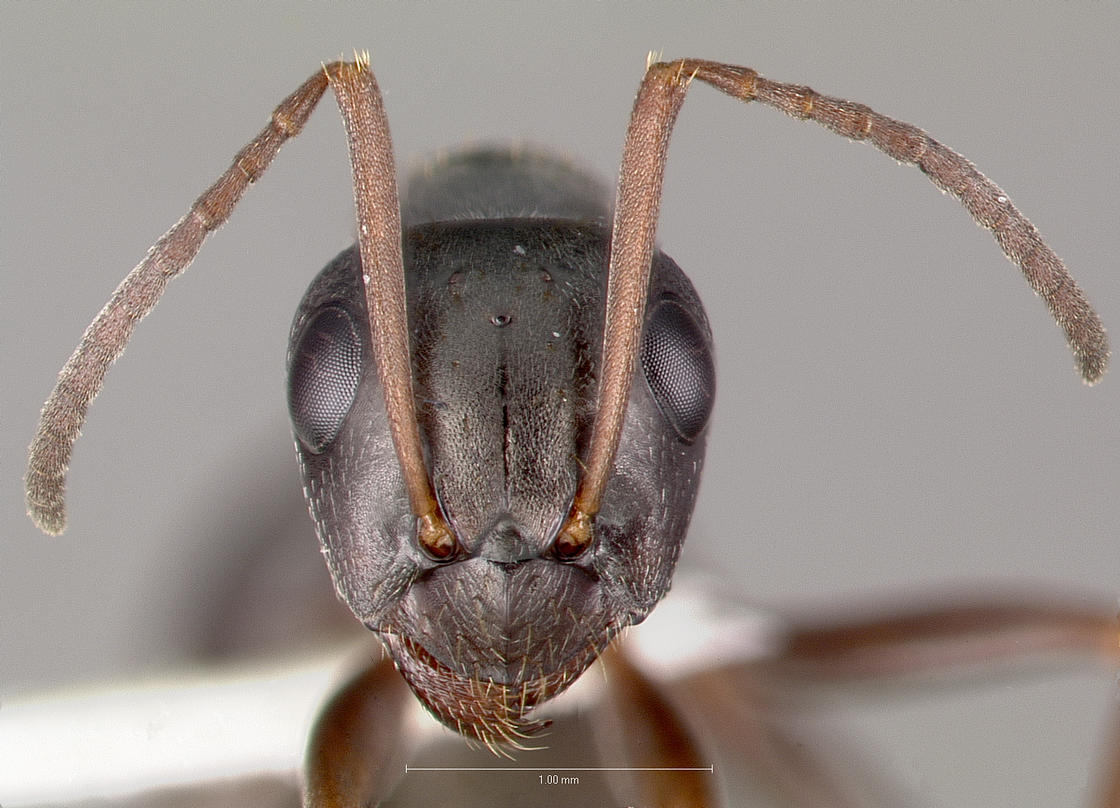
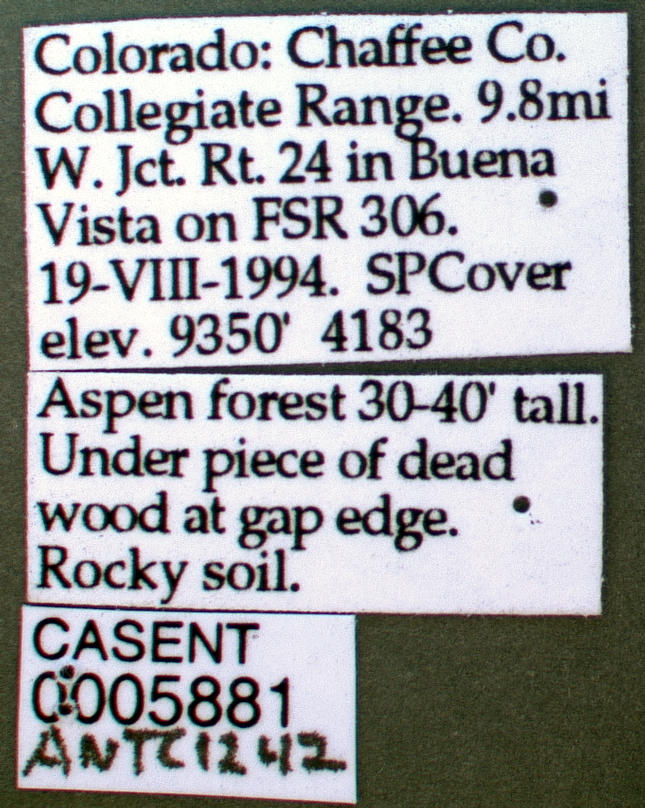
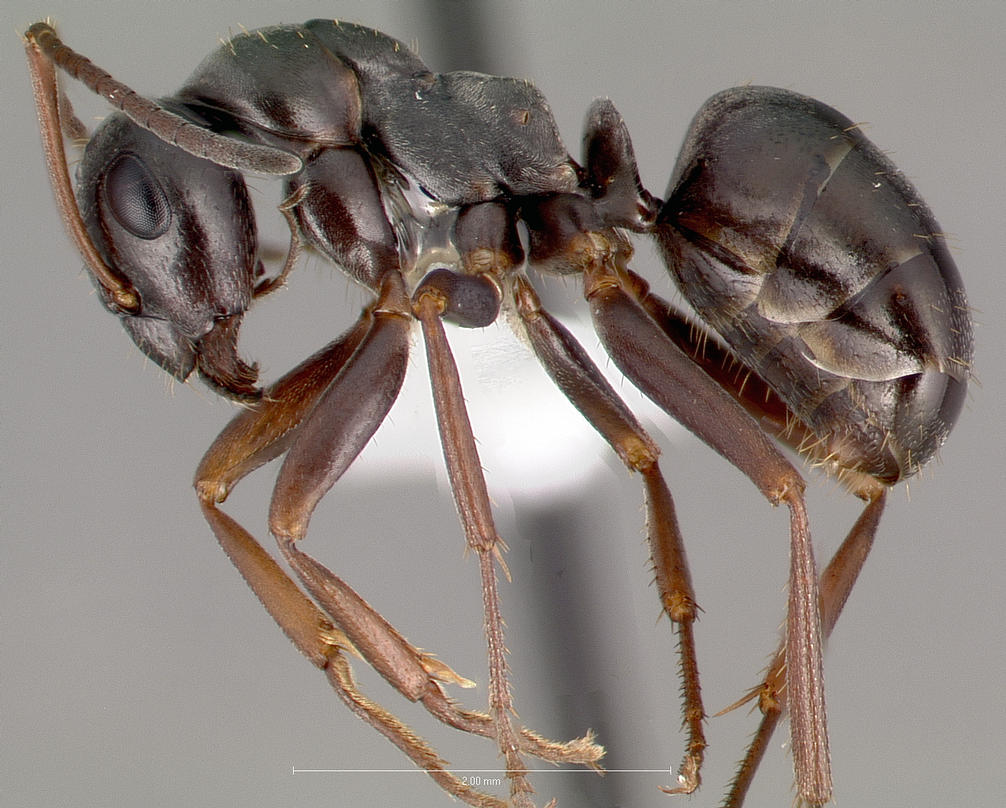